# Longipalpus carabiformis
Longipalpus carabiformis är en skalbaggsart som först beskrevs av Mckeown 1940.  Longipalpus carabiformis ingår i släktet Longipalpus och familjen långhorningar. Inga underarter finns listade i Catalogue of Life.